# HSPB3
HSPB3‏ (Heat shock protein family B (small) member 3) هوَ بروتين يُشَفر بواسطة جين HSPB3 في الإنسان.